# Emil Westrup
Emil Andreas Constantin Westrup, född 20 november 1870 i Helsingborgs stadsförsamling, död 1949 i New Jersey, var en svensk-amerikansk målare.
Han var son till handlanden och vicekonsuln för Storbritannien Carl Ferdinand Christoffer Westrup och Maria G. Sunnerdahl och gift första gången 1899 med Ingeborg Fredrique Elisabeth Winell och andra gången med Marjorie Haywood. Westrup bedrev studier i konst och utvandrade under sin utbildningstid till Amerika där han från 1919 var verksam som konstnär i New York.